# Edgars Šumskis
Edgars Šumskis (* 3. April 1988) ist ein lettischer Leichtathlet, der im Langstrecken- und Hindernislauf an den Start geht.

## Sportliche Laufbahn
Erste Erfahrungen bei internationalen Meisterschaften sammelte Edgars Šumskis bei den Crosslauf-Europameisterschaften 2015 in Hyères, bei denen er nach 33:44 min auf den 70. Platz im Einzelbewerb gelangte. Bei den Crosslauf-Europameisterschaften 2019 in Lissabon wurde er nach 34:51 min 75. und 2023 wurde er bei der 2. Liga der Team-Europameisterschaft im Rahmen der Europaspiele in Chorzów in 8:56,84 min Fünfter über 3000 m Hindernis. Im selben Jahr lief er bei den Straßenlauf-Weltmeisterschaften in Riga nach 15:01 min auf dem 40. Platz über 5 km ein. Bei den erstmals ausgetragenen Straßenlauf-Europameisterschaften 2025 in Löwen wurde er nach 1:06:45 h 33. im Halbmarathon.
In den Jahren 2022 und 2023 wurde Šumskis lettischer Meister im 3000-Meter-Hindernislauf. Zudem wurde er 2023 und 2024 Hallenmeister über 3000 Meter.

## Persönliche Bestleistungen
- 1500 Meter: 3:52,70 min, 20. Juli 2014 in Dublin
  - 3000 Meter (Halle): 8:10,16 min, 21. Januar 2024 in Ogre
- 5000 Meter: 14:20,06 min, 11. Juni 2023 in Bergamo
- Halbmarathon: 1:06:45 h, 12. April 2025 in Löwen
- 3000 m Hindernis: 8:42,97 min, 18. September 2021 in Palermo